# Campolivar (cortometraje de 2024)
Campolivar es un cortometraje híbrido ficción-documental español estrenado en 2024 de Alicia Moncholí.

## Argumento
Realidad e imaginación se mezclan en un descenso a la infancia de la directora durante el regreso al último espacio en donde estuvo con su padre, la casa de Campolivar en Valencia. La protagonista llevaba 8 años sin hablar con su padre en el momento de que este murió en un accidente de buceo. Lo vio por última vez en la casa de Campo Olivar cuando tenía doce años.El espacio físico se convierte en un reflejo de su universo interior, desfragmentado por el paso del tiempo.
Cintas de caset y mensajes telefónicos reales evocan los fantasmas de una infancia marcada por la difícil relación con la figura paterna.

## Producción
El cortometraje es una producción de AmoraFilms y Oberon Media. Con el apoyo del Institut Valencià de Cultura (IVC). Con la financiación del Gobierno de España (ICAA). Con la participación de la televisión valenciana À Punt.

## Estreno
Estrenado en noviembre de 2024 en Zinebi (Festival Internacional de Cine Documental y cortometraje de Bilbao) y en el Festival Internacional de Cine de Gijón.

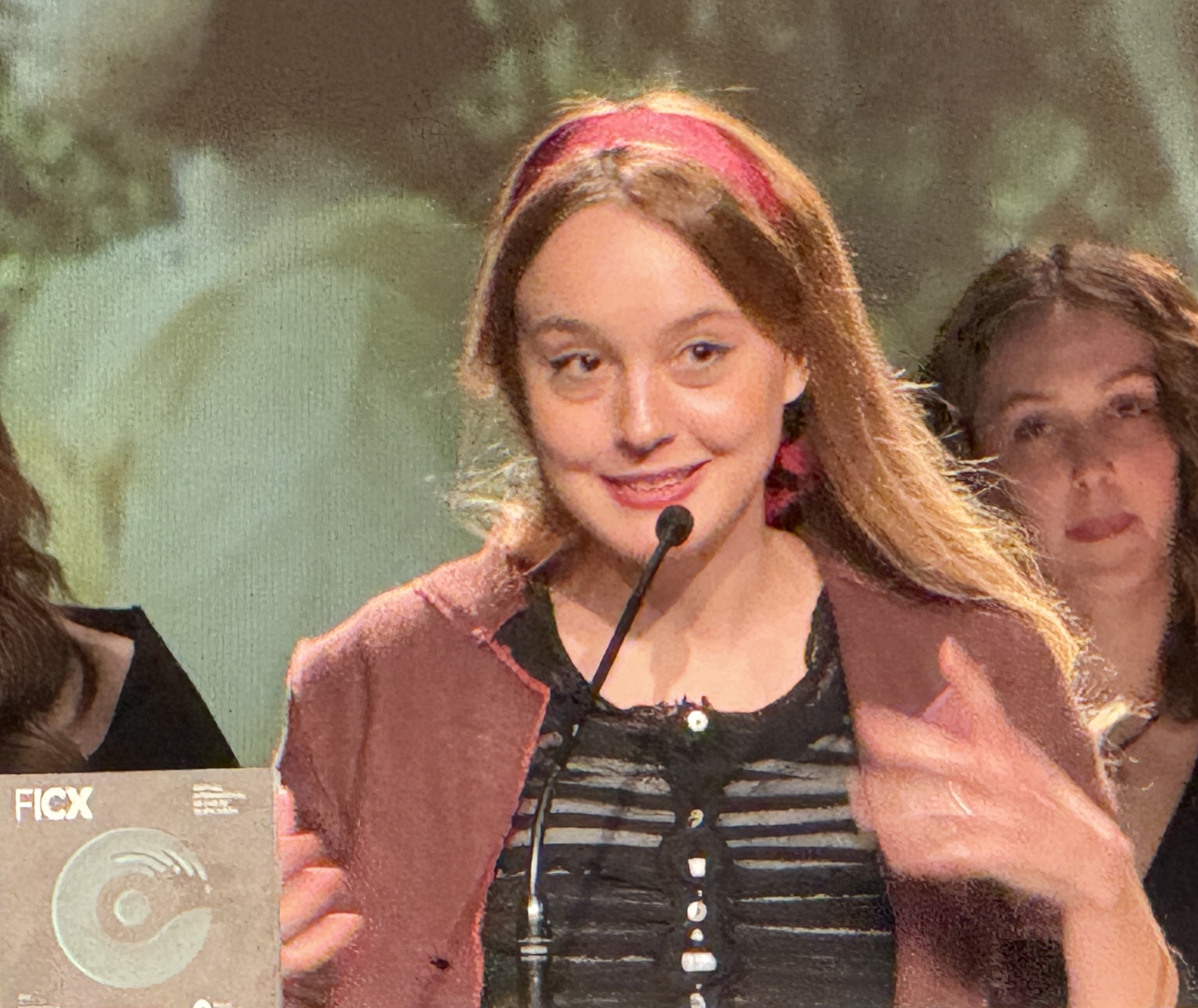
Alicia Moncholí recogiendo el premio al mejor corto en el FICX62 por Campolivar

## Recepción
«En el proyecto de Moncholí palpita el talento que poseía Carlos Saura para observar, desde la perspectiva sensible e inocente de la infancia, la cara más turbia del mundo de los adultos. Aunque cabe señalar que ‘Campolivar’ esquiva toda nostalgia y abraza una estética contemporánea. Afín a la impureza y el desbordamiento audiovisuales, la película perfila una alegoría memorística aliñada con imágenes de Google Earth, inmersiones submarinas y noches iluminadas con haces de luz resplandecientes.» Manu Yañez, Fotogramas
El cortometraje ha sido premiado en el Festival Internacional de Cine de Gijón 2024 «Por tratar con delicadeza, originalidad y valentía un tema tan universal y complejo como el trauma infantil sin buscar la autocompasión. Nos ha cautivado por su capacidad de jugar con el espacio y la memoria con un lenguaje innovador que mezcla la teatralidad con el archivo, y un diseño sonoro que nos sumergió en una atmósfera brillante.»

## Premios
- Premio UNICEF en el Festival Internacional de Cine Documental y cortometraje de Bilbao[7]

Festival Internacional de Cine de Gijón 2024:
- Premio Principado de Asturias al Mejor Cortometraje
- Premio del Jurado Joven al Mejor Cortometraje de la Sección Oficial

- Premio Jurat Jove en el Festival de Cinema Jove[9]

- Premio ÁGUILA DE ORO AL MEJOR GUION Aguilar Film Festival[10]